# Wskaźnik P/E
Wskaźnik P/E (ang. price earnings ratio, P/E ratio, PER, P/E, PE), wskaźnik C/Z (cena/zysk) – wskaźnik oceny atrakcyjności ceny akcji spółki.

## Opis
Wskaźnik określa stopień opłacalności zakupu akcji danego przedsiębiorstwa. Oblicza się go dzieląc cenę rynkową jednej akcji przez zysk netto przypadający na jedną akcję:
{\displaystyle C/Z={\frac {cena\ 1\ akcji}{zysk\ z\ jednej\ akcji}}}
W analizie fundamentalnej należy on do kategorii wskaźników wartości rynkowej. Nazywany jest również wskaźnikiem pokrycia zysku netto ceną rynkową akcji.
Wielkość tego wskaźnika kształtują dwa zasadnicze czynniki: wielkość ryzyka firmy i perspektywy wzrostu jej dochodów. Im wyższy jest poziom ryzyka związany z daną firmą, tym niższy jest poziom cen rynkowych akcji notowanych na rynku kapitałowym. Zatem im wyższy jest poziom ryzyka, tym wskaźnik P/E jest niższy.
Wzrost wskaźnika informuje o tym, że inwestorzy są skłonni zapłacić za akcje spółki więcej niż poprzednio. Niski poziom może sugerować, że inwestycja jest korzystna, ponieważ spółka osiąga spore zyski, przy relatywnie niskiej wycenie rynkowej. Zbyt niski jego poziom będzie sygnałem kupna dla inwestora, ponieważ akcje spółki mogą być niedowartościowane.
W praktyce zbyt wysoka wartość tego wskaźnika może jednak świadczyć o zbytnim entuzjazmie inwestorów lub spekulacji dużych inwestorów. Wynika to stąd, że inwestor z reguły kupuje zgodnie z trendem, a więc akcje, których cena rośnie. Poza tym, wskaźniki te mogą czasowo wzrastać do relatywnie wysokich poziomów w przypadku, gdy aktualne zyski przedsiębiorstwa są niskie, a rynek oczekuje ich znacznego podwyższenia.
Wskaźnik P/E obrazuje jedynie dane historyczne dotyczące zysków, podczas gdy inwestorzy są zainteresowani zyskami, jakie firma może generować w przyszłości. Dlatego też do interpretacji tego mnożnika należy podchodzić z rozwagą.
Wskaźniki cena/zysk zmieniają się codziennie wraz ze zmianami cen akcji. Nie należy mylić ich ze wskaźnikami wartości wewnętrznej. Wskaźniki P/E sugerują poziom, na jakim w danym momencie rynek wycenia daną akcję, nie określają jednak – w przeciwieństwie do wartości wewnętrznej akcji – czy dany walor jest przeszacowany (w odniesieniu do przyszłych zysków, ryzyka i kosztów utraconych korzyści). Stosując wskaźnik P/E warto więc wspomóc się dodatkowym wskaźnikiem wartości wewnętrznej akcji, ale również np. popularnym Wskaźnikiem P/BV, czyli ceny do wartości księgowej.
| Czynniki wpływające na wysokość P/E | Zalety | Wady |
| --- | --- | --- |
| - prognoza dynamiki zysku na akcję, wyższy P/E dla spółek o lepszych perspektywach zysku, - bezpieczeństwo i stabilność zysków, im mniejsza zmienność tym wyższe P/E, - dźwignia operacyjna i finansowa, im wyższa tym wyższe ryzyko a co za tym idzie niższe P/E, - stopy procentowe, im wyższe stopy procentowe, tym niższe P/E, - premia za ryzyko całego rynku, im wyższa, tym P/E niższe, - relacje inwestorskie, im lepsze tym wyższe P/E, | - metoda łatwa do interpretacji - łatwość wyliczenia z powodu dostępności danych, - wskazanie wartości potencjalnie należnej akcjonariuszowi, - umożliwia proste porównanie akcji spółek z jednej branży, | - na jego wartość ma wpływ stopień dźwigni finansowej, bo jest obliczany dla zysku netto, czyli po spłacie odsetek, - można obliczyć tylko dla firm generujących zyski netto, - zyski netto mogą się różnić z powodu przepisów księgowych, systemów podatkowych, czy też z powodu zawiązania/rozwiązania rezerw, |